# Tobias Wants Out
Tobias Wants Out è un cortometraggio muto del 1913 diretto da Oscar Eagle.

## Trama
Un soldato cerca di farsi dimettere dall'esercito ma un medico militare scopre i trucchi dell'uomo.

## Produzione
Il film fu prodotto dalla Selig Polyscope Company.

## Distribuzione
Distribuito dalla General Film Company, il film - un cortometraggio in una bobina - uscì nelle sale cinematografiche statunitensi il 17 settembre 1913.